# Partitionnement logique
Le partitionnement logique fut introduit en 2001 par IBM (de manière statique) avec les serveurs POWER4 et en 2002 (de manière dynamique) avec les serveurs POWER5.
La différence réside principalement dans le fait que l'on puisse (DynamicLPAR) ou pas (staticLPAR) bouger les ressources matérielles (cartes PCI, CPU, mémoire...) tout en continuant d'exploiter les partitions AIX ou i5/OS.
Les serveurs POWER sont assez puissants pour qu'on puisse en morceler le matériel, de manière à créer plusieurs partitions, ayant chacune des applications indépendantes. On peut donc bouger le matériel entre les partitions pour optimiser l'investissement matériel. Par exemple, une partition de développement peut céder sa mémoire et ses processeurs à une partition qui exécute des traitements automatisés (batch) pendant la nuit...